# Вельов вир
Вельов вир, или Водните лилии е поддържан резерват в България, област Бургас, община Приморско.
Поддържаният резерват е с площ 13,6 ha. Отстои на 3,7 километра северозападно от гр. Приморско. Обявен е на 24 юли 1962 г. с цел опазване на голямо находище на бяла водна лилия, жълта водна лилия (бърдуче), блатно кокиче, лонгозна гора с преобладание на ясена.
До утвърждаване на план за управление в поддържания резерват се разрешава извършване на:
- поддържане на водния режим;
- поддържане на популацията на водната лилия;
- използване на биологични средства за растителна защита.[1]

Територията на резервата се припокрива с тази на защитената зона от Натура 2000 „Комплекс Ропотамо“ по директивата за птиците.